# Дюрек, Фанни
Фанни (Сара Фрэнсис) Дюрек (англ. Sarah Frances "Fanny" Durack; 27 октября 1889, Сидней — 20 марта 1956, там же) — австралийская пловчиха, олимпийская чемпионка и мировая рекордсменка.

## Спортивная карьера
В 1906 году Фанни завоевала свой первый титул.
В 1912 году Фанни за свой счёт отправилась на Олимпийские игры в Стокгольме, где выступала за Австралазию (объединённая команда Австралия и Новая Зеландия) и завоевала золотую медаль на дистанции 100 м вольным стилем (1.22,2; в предварительном заплыве установила мировой рекорд — 1.19,8), став первой в истории олимпийской чемпионкой по плаванию. На этих Играх она первой из пловхих продемонстрировала «австралийский кроль».
Фанни Дюрек установила несколько мировых рекордов, в том числе 3 — на единственной в 1910-е годы олимпийской дистанции 100 м вольным стилем:
```
1.19,8           9.07.1912     
Антверпен
, ОИ
1.18,8          21.07.1912     
Гамбург

1.16,2           6.02.1915     
Сидней
```

## Память
В 1967 году Фанни Дюрек была посмертно включена в Международный зал славы плавания. В Сиднее центр водных видов спорта назван в её честь — Fanny Durack Aquatic Centre.